# Parallelodiplosis galliperda
Parallelodiplosis galliperda is een muggensoort uit de familie van de galmuggen (Cecidomyiidae). De wetenschappelijke naam van de soort is voor het eerst geldig gepubliceerd in 1889 door F. Low.